# جون بالدوين (مربي)
جون بالدوين (بالإنجليزية: John Baldwin)‏ هو مربي أمريكي، ولد في 13 أكتوبر 1799 في برانفورد ‏ في الولايات المتحدة، وتوفي في 28 ديسمبر 1884 في بالدوين في الولايات المتحدة.